# São Sebastião do Passé (kommun)
São Sebastião do Passé är en kommun i Brasilien.   Den ligger i delstaten Bahia, i den östra delen av landet, 1 100 km öster om huvudstaden Brasília. Antalet invånare är 42 153.
Följande samhällen finns i São Sebastião do Passé:
- São Sebastião do Passé

Omgivningarna runt São Sebastião do Passé är en mosaik av jordbruksmark och naturlig växtlighet. Runt São Sebastião do Passé är det ganska tätbefolkat, med 78 invånare per kvadratkilometer.